# Jigokuraku
Jigokuraku (яп. 地獄楽, Jigokuraku, укр. Пекельний рай) — японська серія манґи, написана та проілюстрована Юдзі Каку. Серіал виходив щотижня безкоштовно у застосунку Shonen Jump+ видавництва Shueisha та на веб-сайті з січня 2018 по січень 2021 року, а його глави зібрані у 13 томів-танкобонів. Дія серіалу розгортається в період Едо в Японії, де ніндзя Габімару та кат Ямада Асаемон Саґірі шукають еліксир безсмертя. Аніме-адаптація виробництва студії MAPPA вийшла в ефір з квітня по липень 2023 року. Було оголошено про другий сезон.

## Сюжет
Захоплений під час виконання вбивства, Порожній Габімару засуджений до страти, але, здається, ніщо не може його вбити завдяки його надлюдському тілу. Вважаючи, що його любов до дружини підсвідомо підтримує його життя, кат Ямада Асаемон Саґірі пропонує йому шанс бути помилуваним сьогунатом від усіх злочинів, якщо він знайде еліксир життя на Сінсенкьо, легендарному царстві, нещодавно відкритому на південний захід від Королівства Рюкю. Втративши п'ять експедицій, відправлених на острів, цього разу сьогунат відправляє на нього групу засуджених до смертної кари. До кожного із засуджених приставлений кат Ямада Асаемон, з яким вони повинні повернутися, щоб отримати помилування.

## Персонажі
Габімару (яп. 画眉丸)
Найсильніший ніндзя з Іваґакуре, де його ще дитиною забрав від батьків сільський голова і навчив бути вбивцею. Він відомий як Порожній Габімару (яп. がらんの画眉丸, Garan no Gabimaru) через відсутність емоцій під час його тяжкої роботи. Однак він дуже любить свою дружину, миролюбну доньку сільського вождя, яка ставиться до нього з добротою. Коли він захотів порвати зв'язки з селом і зажити нормальним життям зі своєю дружиною, вождь влаштував так, що його схопили і засудили до смертної кари.
Саґірі (яп. 佐切)
Майстерна фехтувальниця зі славетної родини катів Ямада Асаемон, де вона є однією з двох жінок-катів у клані. Вона вербує Габімару до експедиції, побачивши його талант і сильну волю до життя. Саґірі посідає останнє, 12-те місце в ієрархії Ямада Асаемон.

## Виробництво
Юдзі Каку створив Hell's Paradise: Jigokuraku із шаблону, який мав «кілька пар людей, чиї інтереси не узгоджуються, [яких] кинули в замкнутий простір і змушували працювати разом». Сюжет спочатку розповідав про дітей, яких відправляли в ізолятор для неповнолітніх, і про те, як за них борються адвокати. Але через обговорення з його редактором цю ідею було відкинуто, і вони додали різних персонажів до того самого шаблону, який залишився, тому що Каку завжди подобалося, як змінюються людські стосунки, і він хотів написати історію про це. Він відчував, що сеттінг Сінсенкьо підійде для будь-якої історії та його буде легко написати, і подумав, що буде цікавіше, якщо персонаж, «який не повинен помирати», опиниться в ситуації, близькій до смерті.
Розкадровки для перших трьох розділів манги були передані редакції Shonen Jump+ у 2017 році. Великий шанувальник мистецтва Каку з часів Fantasma в Jump Square, Хідеакі Сакакібара з ентузіазмом зголосився взятися за серію і став її другим редактором. Він вважав, що Hell's Paradise — це «мейнстрім бойового фентезі», якого все ще бракує Shōnen Jump+ і який може стати бестселером у друкованому виданні. Спочатку Сакакібару цікавила «історія багатьох героїв» про в'язнів, катів і створінь острова. Хоча він вважав, що історія в стилі «Королівської битви» в манзі була б цікавою, він хвилювався, що це призведе до поганого темпу історії, де їм доведеться розділити сторінки між персонажами і вони не зможуть показати дії головних героїв у повній мірі. Проте він віддає належне геніальності Каку у швидкому та простому введенні персонажів і його таланту малювання, завдяки якому все це вдалося.
Каку та Сакакібара спланували те, що має статися, у наборах із 10 розділів або цілого тому. Спочатку Каку написав історію з Габімару як головним героєм і зосередився на його зростанні. Але під час написання він зрозумів, що теми змістилися в бік середнього шляху, парадоксів і конфліктів, і вважав, що Саґірі має займатися ними, «тому для мене Сагірі став головним героєм другої половини». Редактор дав Каку волю щодо ілюстрацій. Сакакібара сказав, що з першого розділу серії були «екстремальні» ілюстрації, що призвело до популярності серед читачів, але ускладнило доступ до неї для нових читачів. Наприкінці 2019 року вони з Каку намагалися залучити більше читачок. Оскільки Каку сам був колишнім редактором манги, Сакакібара сказав, що йому легко донести речі, оскільки художник швидко розуміє, що він має на увазі. Однак Каку визнав, що це змусило його несвідомо стримувати творчість, мислити об'єктивно, як редактор. За словами Каку, це був його перший серіал на цифровій платформі, і він усвідомлював, що словесні бульбашки та текст мають бути більшими для смартфонів, тому він малював розвороти на дві сторінки, щоб перегляд однієї сторінки за раз не здавався незвичним.
Каку створив деталі та передісторії для кожного персонажа, незалежно від того, чи були вони включені в серіал чи ні. Він завжди хотів, щоб Габімару, з його надзвичайною прихильністю до кохання, і Саґірі, з її занепокоєнням щодо того, як бути жінкою, мали ті самі цінності, що й люди, які живуть у 2020-х роках, кажучи: «Незважаючи на те, що засудженим злочинцям і катам важко співпереживати, якщо вони поділяють нашу точку зору, ми відчуваємо себе близькими до них, і вони виділяються як унікальні персонажі» в епоху Едо, коли люди мали зовсім інші уявлення про етику та права людини.
Юкінобу Тацу, автор Дандадана, був одним із асистентів манґи.

## Медіа

### Манґа
Написаний та проілюстрований Юдзі Каку, Jigokuraku почав щотижневу серіалізацію в застосунку Shōnen Jump+ і на веб-сайті 22 січня 2018 року. Серія завершилася на 127-му розділі 25 січня 2021 року. Розділи були зібрані та опубліковані в 13 томів. Спеціальні розділи були опубліковані у Weekly Shonen Jump у випуску № 27/28 від 6 серпня 2018 року та у випуску № 28 від 10 червня 2019 року. Спеціальний ван-шот під назвою «Ліс нещастя» (яп. 勿怪の森, Mokke no Mori) був опублікований на Shōnen Jump+ 8 квітня 2023 року.
Jigokuraku ~Saikyō no Nukenin Gaman no Gabimaru~ (яп. じごくらく 〜最強の抜け忍 がまんの画眉丸〜) — комедійний спін-офф манги, створений Ōhashi, що розпочав серіалізацію на Shonen Jump+ 20 січня 2020 року. Він завершився 21-м розділом 29 червня 2020 року. Глави були зібрані та опубліковані в одному томі 4 вересня 2020 року.

#### Список томів
| №  | Дата виходу      | ISBN                   |
| -- | ---------------- | ---------------------- |
| 1  | 4 квітня 2018    | ISBN 978-4-08-881471-1 |
| 2  | 4 червня 2018    | ISBN 978-4-08-881502-2 |
| 3  | 3 серпня 2018    | ISBN 978-4-08-881546-6 |
| 4  | 2 листопада 2018 | ISBN 978-4-08-881601-2 |
| 5  | 4 березня 2019   | ISBN 978-4-08-881697-5 |
| 6  | 4 червня 2019    | ISBN 978-4-08-881803-0 |
| 7  | 4 вересня 2019   | ISBN 978-4-08-882056-9 |
| 8  | 4 грудня 2019    | ISBN 978-4-08-882148-1 |
| 9  | 4 березня 2020   | ISBN 978-4-08-882230-3 |
| 10 | 4 червня 2020    | ISBN 978-4-08-882338-6 |
| 11 | 4 вересня 2020   | ISBN 978-4-08-882407-9 |
| 12 | 4 грудня 2020    | ISBN 978-4-08-882523-6 |
| 13 | 30 квітня 2021   | ISBN 978-4-08-882583-0 |

### Аніме
У січні 2021 року Weekly Shōnen Jump оголосили про аніме-адаптацію. Студією стала MAPPA, режисером виступає Каорі Макіта, сценарій написав Акіра Кіндаїчі, дизайн персонажів — Кодзі Хісакі, а музику — Йошіакі Дева. Серіал транслювався з 1 квітня по 1 липня 2023 року на TV Tokyo та інших мережах.
Другий сезон було оголошено після виходу в ефір тринадцятої серії.

## Сприйняття

### Манґа
Publishers Weekly написали, що таємничий перший том і докладні ілюстрації Каку, які, як вони виявили, нагадують мангу жахів Джунджі Іто та надають серії тривожного, жахливого шарму, починають серію багатообіцяючим чином. Рецензуючи перший розділ для The Fandom Post, Кріс Беверідж поставив йому оцінку B за його художнє оформлення, цікаві ідеї та охоплення багатьох питань щоб сюжет міг рухатися вперед. Кінець нагадав йому роман «Знищення» . Однак він відчув, що структура була трохи незграбною, і висловив занепокоєння, що вона потрапить у «звичайні манґа-пастки». У рецензії на другий том колега Беверіджа Річард Ґутьєррес сказав, що хоча кошмарно красиві образи та дії можуть бути тим, що спочатку приваблює читачів, «складна конструкція персонажів у цій садистській історії змушує нас залишатися».
Рецензуючи перший том для Anime News Network, Ребекка Сільверман і Фей Хоппер поставили йому 3,5 зірки з 5. Обидва критики високо оцінили головних героїв Саґірі та Габімару та їхні стосунки, причому Хоппер заявила, що те, як їхня боротьба віддзеркалюється і дозволяє один одному співпереживати і розвиватися, незважаючи на їхні протилежні ролі, виконано з «вдумливістю і справжньою силою, і пронизує грубий, кривавий сейнен з серцем». Сільверман відчула, що, незважаючи на те, що Jigokuraku містить деякі елементи, похідні від інших творів, автору вдалося перетворити їх на «історію, на яку варто звернути увагу», і це цікаво. Хоппер написала, що хоча насильницька манга не для всіх, вона має приголомшливе, моторошні ілюстрації, надійний гачок і багатих персонажів, і вона захоплюється нею за те, що вона показує, як «невимушена, некритична жорстокість ранить душу, і що огида до неї є нормальною і слід прийняти».

### Аніме
Алі Ґріффітс із Digital Spy описав у своєму огляді прем'єри серіалу, що Jigokuraku є одним із трьох серіалів, які входять до групи, яку шанувальники аніме ніжно називають «темним тріо сьонен», разом із Jujutsu Kaisen та Chainsaw Man через їхній подібний тон і теми, особливо порівняно з їхніми бадьорішими колегами. Він високо оцінив формування персонажа, дію, анімацію, візуальні ефекти, гумор і обробку різних версій історії Габімару, яка розповідає про те, «як він почувається і що він хотів би зробити інакше». Алі вважав, що деякі фанати можуть подумати, що перший епізод серіалу був трохи повільним, але заявив, що «те, як він зосереджує увагу на передісторії головного героя і одразу ж підкреслює стосунки між Габімару та Саґірі, є символічним для того типу екшн-шоу, на який вони сподіваються, що це буде».
MrAJCosplay з Anime News Network проаналізував перші три епізоди серіалу. Вихваляючи аніме за його кольори, звуковий дизайн і анімацію, він вважав персонажа Саґірі «сильним» і йому сподобалося, як вона може бачити прямо крізь фасад Габімару. Він відчув, що «її рішення щодо того, щоб піти шляхом ката та характеризувати себе як прихильницею правил, не було тим напрямком, у якому він очікував, щоб шоу йшло з її персонажем». Її представлення у другому та третьому епізодах було визнано «трохи непослідовним», хоча він заявив, що йому потрібно більше часу, щоб завоювати її прихильність порівняно з Габімару. Він також сказав, що Габімару є його улюбленим персонажем, а передісторію персонажа він назвав «милою» через підрив його ментальності.